# Eva Blay
Eva Alterman Blay (São Paulo, 4 de junho de 1937), é uma socióloga e professora universitária, brasileira, filiada ao Partido da Social Democracia Brasileira (PSDB).

## Biografia
É uma das pioneiras em estudar o direito das mulheres no Brasil e foi a fundadora do Centro de Estudos de Gênero e dos Direitos da Mulher da Universidade de São Paulo. Se especializou em relações de gênero, violência, identidades étnicas e imigração judaica.
Possui graduação, mestrado e doutorado em Sociologia pela Universidade de São Paulo. Fez pós-doutorado na École des Hautes Études en Sciences Sociales, em Paris, com apoio da FAPESP em 1995-1996. Foi consultora inter-regional para o Avanço das Mulheres no Escritório das Nações Unidas em Viena.
Em 1986, foi eleita primeira suplente do senador Fernando Henrique Cardoso, substituindo-o quando o titular foi sucessivamente Ministro das Relações Exteriores (1992-1993) e Ministro da Fazenda (1993-1994) no governo Itamar Franco. Vitorioso no pleito de 1994, o titular renunciou ao mandato para assumir a Presidência da República e com isso Eva Blay foi efetivada senadora pelo estado de São Paulo, completando o mandato que se encerraria em janeiro de 1995. Nunca mais concorreu a cargo eletivo.
Durante a década de 1960, militou em grupos políticos de esquerda, se mobilizando contra o golpe civil-militar de 1964. Teve contato com o feminismo quando, após terminar sua licenciatura em sociologia, estava buscando um tema para se graduar, e assim decidiu estudar o papel da mulher trabalhadora.